# Voxel (site)
Voxel, anteriormente Baixaki Jogos e depois TecMundo Games é um site brasileiro de informações sobre jogos eletrônicos e consoles mantido e operado pelo Grupo NZN. O site foi lançado em 2007. Em 2015, o Baixaki Jogos foi renomeado para TecMundo Games, até ser rebatizado para Voxel em 2017.
O site realiza publicações de reviews, notícias, artigos e reportagens sobre jogos e o mercado de games. A publicação faz parte do júri do The Game Awards e também do agregador de notas Metacritic.
Atualmente, os conteúdos em texto do Voxel são publicados dentro do site TecMundo, enquanto conteúdos em vídeo são lançados no YouTube e em redes sociais como Instagram e TikTok.
De acordo com o site oficial da NZN, que é dona do Voxel, o alcance dos sites da empresa é de 73 milhões de visualizações mensais. No YouTube, o número é de 18 milhões, enquanto o alcance nas redes sociais é de 63 milhões por mês.